# Mersa
Mersa is een vooralsnog monotypisch geslacht van vlinders uit de familie van de bladrollers (Tortricidae). De wetenschappelijke naam van het geslacht is voor het eerst geldig gepubliceerd in 2013 door de Poolse lepidopteroloog Józef Razowski. Razowski creëerde het geslacht om daar de soort Mersa metochia in te plaatsen, door hem gevonden op het eiland Ceram en als een nieuwe soort benoemd. Die soort is daarmee automatisch de typesoort. De naam Mersa is een anagram van de naam van het eiland "Seram" (Indonesische spelling).

## Beschrijving
In uiterlijke kenmerken lijkt dit geslacht op Williella Horak, 1985, de verschillen zitten met name in de vorm van het mannelijk voortplantingsorgaan, waarbij de uncus (haak aan het mannelijk geslachtsorgaan) breder is, de socius (een met de uncus gepaard orgaan) veel kleiner, de transtilla (dwarsverbinding tussen de haken van de valva) gevorkt, en de gnathos (verdikking van de genitalia onder de anus) sterk ontwikkeld is.

## Soorten
- Mersa metochia Razowski, 2013